# Güzelyurt, Borçka
Güzelyurt là một xã thuộc huyện Borçka, tỉnh Artvin, Thổ Nhĩ Kỳ. Dân số thời điểm năm 2010 là 296 người.